# 李微 (嗣道王)
李微（?—?），唐朝宗室，道王李元庆的孙子，東安郡公、壽州刺史李詢的儿子。
唐中宗神龙元年（705年），因为伯父李诱贪赃削爵，李微封为嗣道王。景龙四年（710年），加银青光禄大夫。唐睿宗景云元年（710年），被任命为宗正卿，去世。李微的儿子李鍊袭封嗣道王。广德年间，官至宗正卿。李鍊之子是嗣道王、京兆尹李實。